# Lecco (pokrajina)
Pokrajina Lecco je jedna od 12 pokrajina talijanske regije Lombardija. Glavni grad je istoimeni grad Lecco.

## Zemljopis
Veći dio pokrajine čine planinske i par jezera, Como, Anone.

## Vanjske poveznice
|  | Zajednički poslužitelj ima još gradiva o temi Lecco (pokrajina) |